# Blik- og Rørarbejderforbundet i Danmark
 Der er for få eller ingen kildehenvisninger i denne artikel, hvilket er et problem. Du kan hjælpe ved at angive troværdige kilder til de påstande, som fremføres i artiklen.

Blik- og Rørarbejderforbundet i Danmark er et fagforbund under FH, Fagforbundet kaldes populært Blik og Rør. Blik og Rør organiserer den største faglærte gruppe i VVS-branchen. Til forbundets medlemmer hører blikkenslagere, rørlæggere, VVS-montører, VVS- og energimontører, VVS- og industrimontører, VVS-, tag- og facademontører, VVS- og ventilationsmontører, rustfast industriblikkenslagere samt skorstensfejere.
Forbundets medlemmer arbejder primært med at installere og vedligeholde tekniske installationer. Tekniske installationer, som omfatter energi (fx fjernvarme, naturgas og solvarme), vand (brugsvand og afløb) og ventilation (klima, aircondition og genvinding) og oliefyrsservice, skorstensfejning og rensning af ventilationsanlæg.
En anden stor gruppe i forbundet er beskæftiget med tag- og facadearbejde, f.eks. både med vedligeholdelse af gamle slotte og bygninger med kobber- og naturskifer samt bånddækning i zink, aluminium og kobber på nybyggeri.
Hvert år er der ca. 700 unge, der starter på VVS-uddannelserne; heraf vælger de fleste uddannelsen som VVS- og energimontør.[kilde mangler]
Blik og Rør har 40 afdelinger over hele landet.[kilde mangler]

## Historie
Blik og Rørarbejderforbundet blev stiftet under navnene Blikkenslagerforbundet i Danmark og Rørlæggernes Fagforening i henholdsvis 1873 og 1918. I 1971 fusionerede de to fagforeninger og skiftede navn til det nuværende.
Blik og Rør var medlem af hovedorganisationen LO.
Fagforbundet havde 9.139 medlemmer i 2014; dermed var fagforbundet et af de mindste fagforbund, som var medlem af LO.
Siden d. 1. januar 2019 er forbundet medlem af Fagbevægelsens Hovedorganisation.

### Rækken af formænd
Denne liste er ufuldstændig; hjælp gerne med at udfylde den.
- Hans Jensen (1981 - 1987)[7]
- Max Meyer ( 2002 - 2018)[8]
- Henrik W. Petersen (2018 - nu)[9] nuværende formand

## Ekstern henvisning
- Blik- og Rørarbejderforbundet i Danmarks hjemmeside